# Technopol
Technopol – drugi pod względem wysokości budynek w Petržalce (jednej z dzielnic Bratysławy) i jeden z najwyższych budynków w Bratysławie.
Składa się z dwóch budynków o wysokości 90 m i znajduje się na ulicy Kutlíkovej 17, otaczając Chorvátske rameno przed placem Jana Pawła II (Rynkiem) i Kościołem św. Rodziny.
Technopol służy jako siedziba wielu firm, takich jak Technopol, a także jest siedzibą samorządu Petržalka.